# 17. Feldartillerie-Brigade (Deutsches Kaiserreich)
Die 17. Feldartillerie-Brigade war ein Großverband der Preußischen Armee.

## Geschichte
Die 17. Feldartillerie-Brigade wurde am 25. März 1899 in Schwerin neu aufgestellt, nachdem die vorherige Brigade in 35. Feldartillerie-Brigade umbenannt worden war.
Am 16. Februar 1917 wurde sie zum Artillerie-Kommandeur 17 umfunktioniert, dem damit die taktische Führung der gesamten Feld- und schweren Artillerie oblag.
Sie war Teil der 17. Division (Standort Schwerin), 
die dem IX. Armee-Korps in Altona zugeordnet war. 

### Gliederung
- 1899 bis 1914

Holsteinisches Feldartillerie-Regiment Nr.24 und Großherzoglich Mecklenburgisches Feldartillerie-Regiment Nr. 60
- Kriegsgliederung bei Mobilmachung 1914

Wie vor 
- Kriegsgliederung am 21. August 1918

Artillerie-Kommandeur 17:
Großherzoglich-Mecklenburgisches Feldartillerie-Regiment Nr.60 und I./Fußartillerie-Regiment Nr. 24

### Erster Weltkrieg
Mit Kriegsbeginn wurde die Brigade im Verband der 17. Division ausschließlich an der Westfront eingesetzt, wo sie bis zur Räumung der besetzten Gebiete verblieb. 
Zu den Kampfhandlungen, Gefechten und Schlachten siehe Kampfgeschehen der 17. Division.

### Brigadekommandeure
| Name                                 | Datum                                  |
| ------------------------------------ | -------------------------------------- |
| Max Ludwig Walter Schuler von Senden | 25. März 1899 bis 27. Mai 1903         |
| Adolf von Graffen                    | 28. Mai 1903 bis 19. Februar 1909      |
| Arthur von Gillern                   | 20. Februar 1909 bis 17. Februar 1913  |
| Kurt von Ditfurth                    | 18. Februar 1913 bis 31. Dezember 1914 |
| Claus von Anderten                   | 1. Januar 1915 bis 9. März 1916        |
| Kurt Moewes                          | 10. März 1916 bis 14. September 1916   |
| Otto von Fumetti                     | 15. September 1916 bis Juni 1918       |
| Gustav Nothnagel                     | Juni 1918 bis Kriegsende               |
| Ludwig von Friedeburg                | 23. Januar 1919 (Demobilisierung)      |